# Бобровец (район Липтовски-Микулаш)
Бобровец (словац. Bobrovec, венг. Nagybobróc), деревня на севере Словакии района Липтовски-Микулаш, Жилинский край, регион Липтов.
Деревня находится в центральной части бассейна Липтова в долине Яловецкого ручья. Расположен в между Западными и Низкими Татрами в 6 км к северу от г. Липтовски-Микулаш.
Население — 1 964 человек (на 31.12.2019). Средний возраст жителей — 40,7 лет.

## Население
| Год:                | 1994 | 2004    | 2014    | 2024    |
| ------------------- | ---- | ------- | ------- | ------- |
| Количество человек: | 1811 | 1783    | 1873    | 1984    |
| Разница:            |      | −1,54 % | +5,04 % | +5,92 % |

## Достопримечательности
- Костёл Святого Георгия XIV века, перестроенный в XVI и XVIII веках[2].

## Известные уроженцы
- Амбро Пиетор (1843—1906) — словацкий журналист, редактор и публицист. Деятель словацкого национального культурно-просветительного движения.
- Сивак, Йозеф (1886—1959) — словацкий и чехословацкий политический, государственный и общественный деятель, и. о. обязанности премьер-министра Первой Словацкой республики в составе Чехословацкой Республики.
- Яловецкий, Максимилиан (1817—1889) — словацкий священник, издатель, автор учебников.